# ナノ結晶
ナノ結晶は、ナノスケールの金属結晶。

## 概要
ナノ結晶は粒径がおよそ数〜数十nmの多結晶体。
ナノスケールになると金属の表面は格子間の結合が途中で切れていて電子結合的に不安定な状態になるため固体内とは違った物性が発現することが知られており、これらの粒子同士が結晶として安定に存在するためには強引に結合する必要があり、そのため粒子間には原子配列の無秩序な結晶粒界が形成される。結晶全体中で、結晶粒界の体積は10%の割合を占める。

## 製造法

### 気相拡散法
気相拡散法(ガスディポジション法)不活性ガス中に母材の蒸気を噴出させて液体窒素で冷却された基板に蒸着させて生成する。

### スパッタ法
不活性ガス中で母材にレーザーを照射して蒸発させる。

## 用途
用途への応用が考えられる。
- 発光素子
- 磁性材[2]

## 特徴
- 製造法は比較的容易。
- バルク状では無害でもナノスケールになると未知の影響が出る可能性がある